# Симфиотрихум
Симфио́трихум, или американская астра (лат. Symphyotrichum) — род цветковых растений из семейства Астровые (Asteraceae), виды которого ранее помещались в род Астра (Aster). Систематическое положение большого числа видов изменилось сравнительно недавно, благодаря последним исследованиям генетики растений.
Научное латинское название рода образовано от двух греческих слов σύμφυσις и τρίχινος обозначающих «сливаться» (быть вместе) и «волос» (волосок).
Большинство представителей данного рода являются эндемиками Северной Америки, несколько видов происходят из Центральной и Южной Америки, некоторые встречаются на востоке Азии.

## Виды
Род включает более 100 видов, некоторые из которых имеют гибридное происхождение.
Многие виды введены в культуру как садовые декоративные красивоцветущие растения, распространились в Европе. На их основе выведено множество сортов и гибридов, пригодных для срезки.
Некоторые виды получили широкую известность у цветоводов благодаря высококачественным сортам, выведенным на их основе:
- Symphyotrichum cordifolium (L.) G.L.Nesom
- Symphyotrichum dumosum (L.) G.L.Nesom — Астра кустарниковая
- Symphyotrichum ericoides (L.) G.L.Nesom — Астра вересковая
- Symphyotrichum novae-angliae (L.) G.L.Nesom — Астра американская, или новоанглийская
- Symphyotrichum novi-belgii (L.) G.L.Nesom — Астра новобельгийская, или виргинская